# Araon Valley
Das Araon Valley ist ein Tal auf King George Island im Archipel der Südlichen Shetlandinseln. Auf der Barton-Halbinsel liegt es rund 1 km östlich der König-Sejong-Station.
Südkoreanische Wissenschaftler benannten es nach dem Eisbrecher RV Araon.